# Psammophylax rhombeatus
Espèce
Synonymes
- Coluber rhombeatus Linnaeus, 1758
- Psammophylax rhombeatus ocellatus Bocage, 1873
- Psammophis longementalis Roux, 1907

Psammophylax rhombeatus est une espèce de serpents de la famille des Lamprophiidae.

## Répartition
Cette espèce se rencontre dans le sud de la Namibie, en Afrique du Sud, au Lesotho, au Swaziland et dans le sud-ouest de l'Angola.

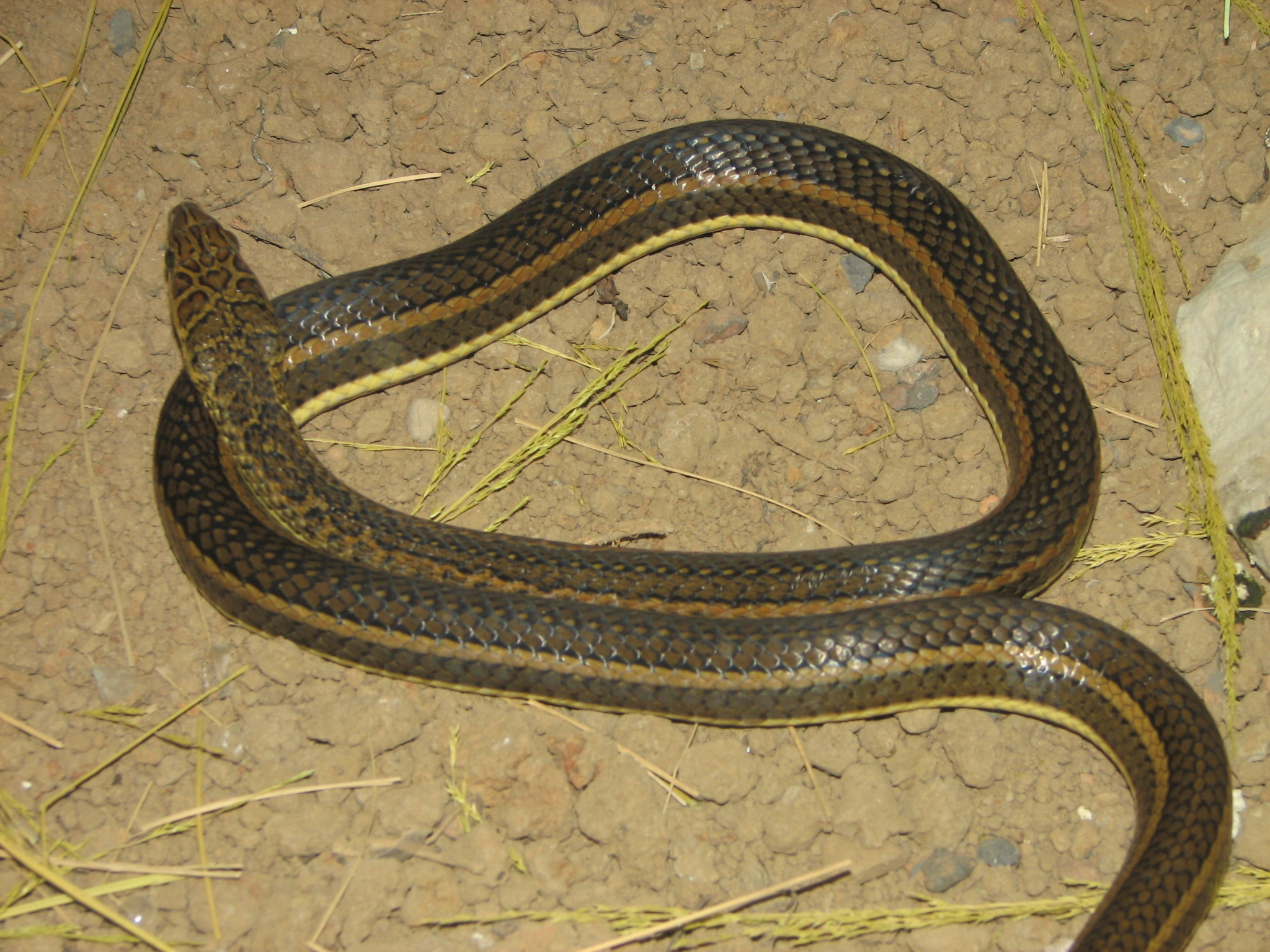

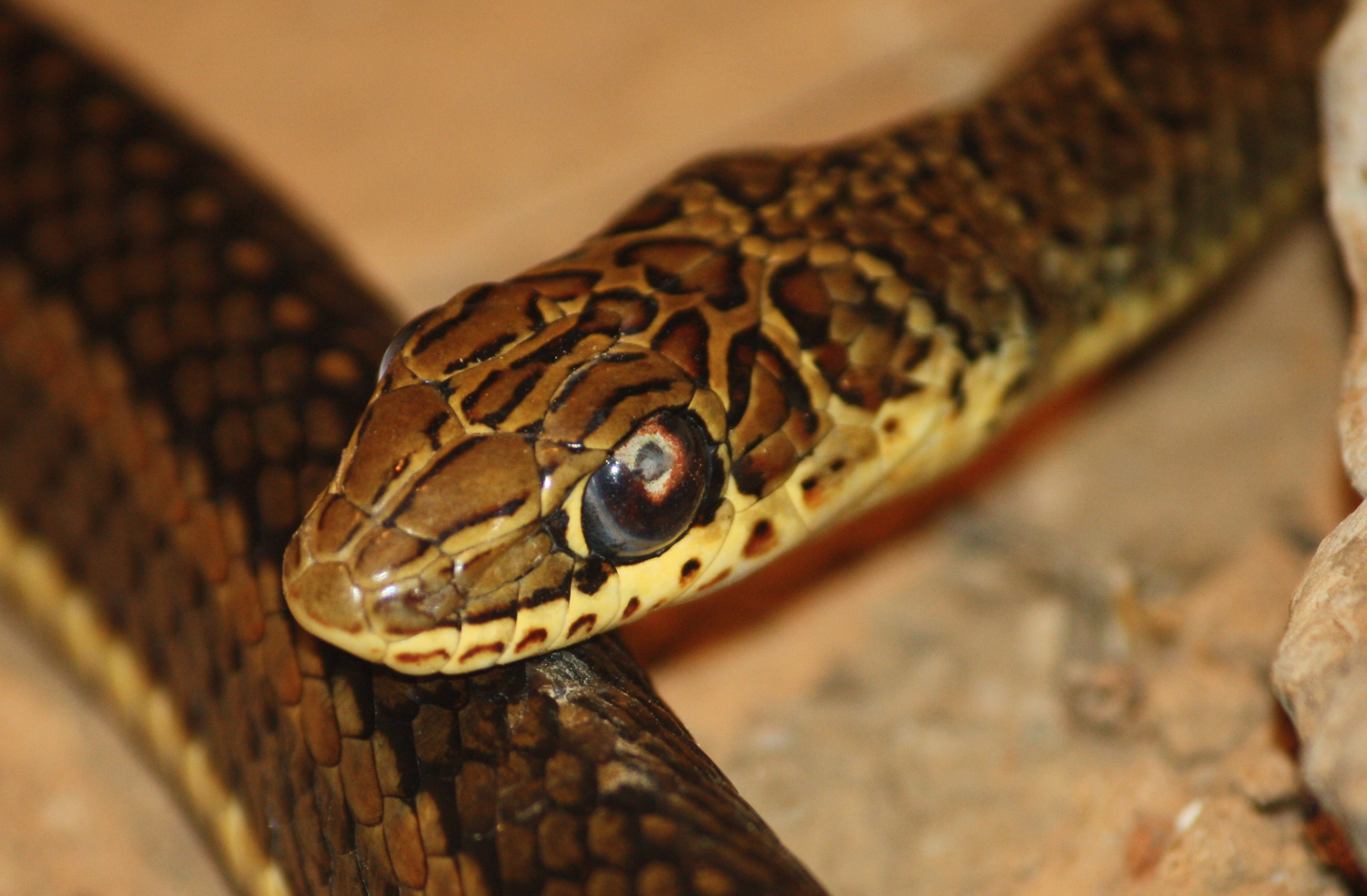

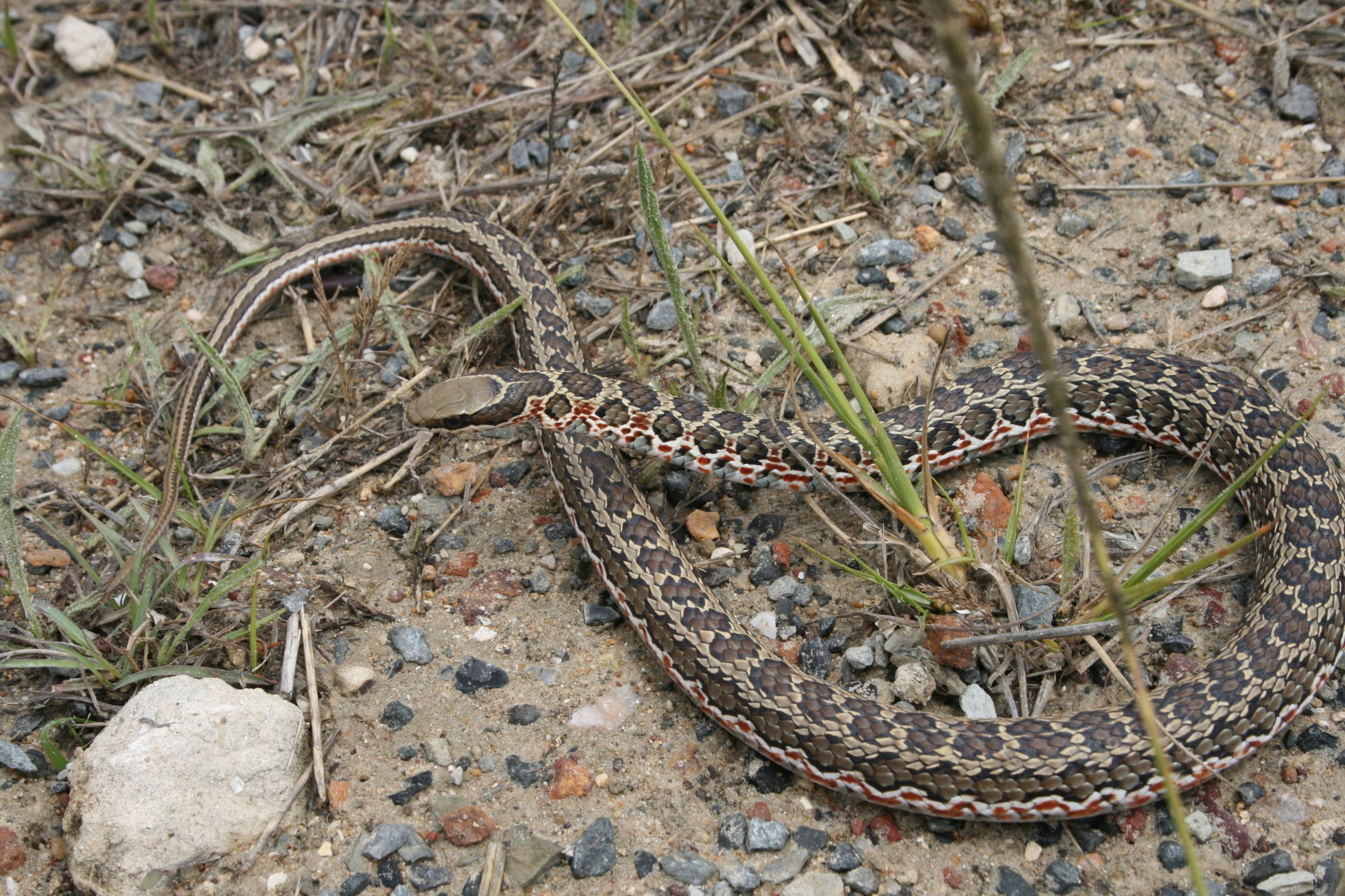

## Publication originale
- Linnaeus, 1758 : Systema naturae per regna tria naturae, secundum classes, ordines, genera, species, cum characteribus, differentiis, synonymis, locis, ed. 10 (texte intégral).